# Никоново (Калужская область)
Никоново — деревня в Жуковском районе Калужской области России. Входит в состав сельского поселения «Село Высокиничи».

## География
Расположена на правом берегу Протвы в 16 км к юго-востоку от города Жукова.
Рядом — Тимашово, Тиньково.

## История
В 1627/29 годах сельцо Никоново, вотчина князя Богдана Фёдоровича Долгорукого.
В 1678 году — поместье.
До 1776 входила в Оболенский уезд Московской провинции Московской губернии, после относилась к Тарусскому уезду Калужского наместничества, затем губернии.
В 1891 году входила в Высокиничскую волость Тарусского уезда.

## Население
| 2002 | 2010 |
| ---- | ---- |
| 27   | ↗28  |